# Enargia mia
Enargia mia là một loài bướm đêm trong họ Noctuidae.